# فولتا كاتالونيا 1943
فولتا كاتالونيا 1943 (بالإسبانية: Volta a Cataluña 1943)‏ هو سباق دراجات هوائية، وهو الموسم رقم 23 من السباق، وأقيم خلال الفترة 5 سبتمبر 1943، وحتى 12 سبتمبر 1943، وهو من نوع  موسم.
فاز فيه بالمركز الأول  خوليان بيرينديرو، وبالمركز الثاني  Vicente Miró ‏، وبالمركز الثالث  Antonio Destrieux López ‏.

## الفائزون
| الترتيب | الفائز                   |
| ------- | ------------------------ |
| الفائز  | خوليان بيرينديرو         |
| الثاني  | Vicente Miró ‏            |
| الثالث  | Antonio Destrieux López ‏ |